# Муглово
Му́глово (рос. Муглово, марій. Мугыл) — присілок у складі Совєтського району Марій Ел, Росія. Входить до складу Верх-Ушнурського сільського поселення.
Стара назва — Нижнє Мугдово.

## Населення
Населення — 28 осіб (2010; 45 у 2002).
Національний склад (станом на 2002 рік):
- марі — 100 %